# Liste der Down-Beat-Poll-Sieger der 1950er Jahre
Dies ist eine Liste der Poll-Gewinner (Leser und Kritiker) der Zeitschrift Down Beat in den 1950er Jahren.
Kritiker-Poll bei Down Beat ab 1953

## 1950
Leser-Poll:
- Beste Band: Stan Kenton
- Combo-Instrumental: George Shearing
- Vokalgruppe: Mills Brothers
- King of Corn: Spike Jones
- Altsaxophon: Charlie Parker
- Tenorsaxophon: Stan Getz
- Baritonsaxophon: Serge Chaloff
- Trompete: Maynard Ferguson
- Posaune: Bill Harris
- Klarinette: Buddy DeFranco
- Schlagzeug: Shelly Manne
- Bass: Eddie Safranski
- Gitarre: Billy Bauer
- Klavier: Oscar Peterson
- Sonstiges Instrument: Terry Gibbs, Vibraphon
- Arrangeur: Pete Rugolo
- Männlicher Vokalkünstler (ohne Band): Billy Eckstine
- Weibliche Vokalkünstlerin (ohne Band): Sarah Vaughan
- Männlicher Vokalkünstler (mit Band): Jay Johnson
- Weiblicher Vokalkünstlerin (mit Band): June Christy

## 1951
Leser-Poll:
- Beste Band: Stan Kenton
- Combo-Instrumental: George Shearing
- Vokalgruppe: Mills Brothers
- King of Corn: Spike Jones
- Altsaxophon: Charlie Parker
- Tenorsaxophon: Stan Getz
- Baritonsaxophon: Serge Chaloff
- Trompete: Maynard Ferguson
- Posaune: Bill Harris
- Klarinette: Buddy DeFranco
- Schlagzeug: Shelly Manne
- Bass: Eddie Safranski
- Gitarre: Les Paul
- Klavier: Oscar Peterson
- Sonstiges Instrument: Terry Gibbs, Vibraphon
- Arrangeur: Pete Rugolo
- Männlicher Vokalkünstler (ohne Band): Billy Eckstine
- Weibliche Vokalkünstlerin (ohne Band): Sarah Vaughan
- Männlicher Vokalkünstler (mit Band): Jay Johnson
- Weiblicher Vokalkünstlerin (mit Band): Lucy Ann Polk

## 1952
Leser-Poll:
- Hall of Fame: Louis Armstrong
- Beste Band: Stan Kenton
- Combo-Instrumental: George Shearing
- Vokalgruppe: Mills Brothers
- Bester Solokünstler: Charlie Parker
- Altsaxophon: Charlie Parker
- Tenorsaxophon: Stan Getz
- Baritonsaxophon: Harry Carney
- Trompete: Maynard Ferguson
- Posaune: Bill Harris
- Klarinette: Buddy DeFranco
- Schlagzeug: Gene Krupa
- Vibraphon: Terry Gibbs
- Bass: Eddie Safranski
- Gitarre: Les Paul
- Klavier: Oscar Peterson
- Sonstiges Instrument: Art Van Damme, Akkordeon
- Arrangeur: Ralph Burns
- Männlicher Vokalkünstler (ohne Band): Billy Eckstine
- Weibliche Vokalkünstlerin (ohne Band): Sarah Vaughan
- Männlicher Vokalkünstler (mit Band): Tommy Mercer
- Weiblicher Vokalkünstlerin (mit Band): Lucy Ann Polk

## 1953
Kritiker-Poll:
- Big Band: Duke Ellington
- Akustische Band: Dave Brubeck
- Altsaxophon: Charlie Parker
- Tenorsaxophon: Stan Getz
- Baritonsaxophon: Harry Carney
- Trompete: Louis Armstrong
- Posaune: Bill Harris
- Klarinette: Buddy DeFranco
- Schlagzeug: Buddy Rich
- Bass: Oscar Pettiford
- Gitarre: Barney Kessel
- Klavier: Oscar Pettiford
- Männlicher Vokalkünstler: Louis Armstrong
- Weibliche Vokalkünstlerin: Ella Fitzgerald

Leser-Poll:
- Hall of Fame: Glen Miller
- Beste Aufnahme, Populäre Musik: Ray Anthony, Dragnet (Capitol)
- Beste Aufnahme Jazz: Woody Herman, Moten Stomp (Mars)
- Beste Aufnahme Rhythm & Blues: Ruth Brown, Mama, He Treats Your Daughter Mean (Atlantic)
- Beste Aufnahme Klassik: Arturo Toscanini, NBC Symphony, Respighi - Fountains of Rome/Pines of Rome (Victor)
- Tanzband: Les Brown
- Jazz Band: Stan Kenton
- Combo (Instrumental): Dave Brubeck
- Vokalgruppe: Four Freshmen
- Altsaxophon: Charlie Parker
- Tenorsaxophon: Stan Getz
- Baritonsaxophon: Gerry Mulligan
- Trompete: Chet Baker
- Posaune: Bill Harris
- Klarinette: Buddy DeFranco
- Schlagzeug: Gene Krupa
- Vibraphon: Terry Gibbs
- Bass: Ray Brown
- Gitarre: Les Paul
- Klavier: Oscar Peterson
- Akkordeon: Art Van Damme
- Sonstiges Instrument: Don Elliott, Mellophon
- Arrangeur: Ralph Burns
- Männlicher Vokalkünstler (ohne Band): Nat King Cole
- Weibliche Vokalkünstlerin (ohne Band): Ella Fitzgerald
- Männlicher Vokalkünstler (mit Band): Tommy Mercer
- Weibliche Vokalkünstlerin (mit Band): Lucy Ann Polk

## 1954
Kritiker-Poll:
- Big Band: Count Basie
- Jazz Gruppe: Modern Jazz Quartet
- Altsaxophon: Charlie Parker
- Tenorsaxophon: Stan Getz
- Baritonsaxophon: Harry Carney
- Trompete: Dizzy Gillespie
- Posaune: Bill Harris
- Klarinette: Buddy DeFranco
- Gitarre: Jimmy Raney
- Bass, akustisch: Ray Brown
- Schlagzeug: Buddy Rich
- Vibraphon: Lionel Hampton
- Klavier: Art Tatum
- Männlicher Vokalkünstler: Louis Armstrong
- Weibliche Vokalkünstlerin: Ella Fitzgerald

Leser-Poll:
- Hall of Fame: Stan Kenton
- Persönlichkeiten des Jahres, Populäre Musik: Frank Sinatra, Rosemary Clooney
- Persönlichkeiten des Jahres, Jazz: Dave Brubeck
- Persönlichkeiten des Jahres, Lateinamerikanische Musik: Pérez Prado
- Persönlichkeiten des Jahres, Rhythm & Blues: Ruth Brown
- Tanzband: Les Brown
- Jazz Band: Stan Kenton
- Combo-Instrumental: Dave Brubeck
- Vokalgruppe: Four Freshmen
- Altsaxophon: Charlie Parker
- Tenorsaxophon: Stan Getz
- Baritonsaxophon: Gerry Mulligan
- Trompete: Chet Baker
- Posaune: Bill Harris
- Klarinette: Buddy DeFranco
- Schlagzeug: Shelly Manne
- Vibraphon: Terry Gibbs
- Bass: Ray Brown
- Gitarre: Johnny Smith
- Klavier: Oscar Peterson
- Sonstiges Instrument: Don Elliott, Mellophon
- Akkordeon: Art Van Damme
- Arrangeur: Pete Rugolo
- Männlicher Vokalkünstler (ohne Band): Frank Sinatra
- Weibliche Vokalkünstlerin (ohne Band): Ella Fitzgerald
- Männlicher Vokalkünstler (mit Band): Tommy Mercer
- Weiblicher Vokalkünstlerin (mit Band): Lucy Ann Polk

## 1955
Kritiker-Poll:
- Big Band: Count Basie
- Akustische Band: Modern Jazz Quartet
- Altsaxophon: Benny Carter
- Tenorsaxophon: Stan Getz
- Baritonsaxophon: Gerry Mulligan
- Trompete: Dizzy Gillespie, Miles Davis
- Posaune: J. J. Johnson
- Klarinette: Tony Scott
- Schlagzeug: Art Blakey
- Vibraphon: Milt Jackson
- Bass: Oscar Pettiford
- Gitarre: Jimmy Raney
- Klavier: Art Tatum
- Männlicher Vokalkünstler: Louis Armstrong
- Weibliche Vokalkünstlerin: Ella Fitzgerald

Leser-Poll:
- Hall of Fame: Charlie Parker
- Persönlichkeiten des Jahres, Populäre Musik: Frank Sinatra
- Persönlichkeiten des Jahres, Jazz: Dave Brubeck
- Persönlichkeiten des Jahres, Lateinamerikanische Musik: Pérez Prado
- Persönlichkeiten des Jahres, Rhythm & Blues: Bill Haley
- Tanzband: Les Brown
- Jazz Band: Count Basie
- Combo-Instrumental: Dave Brubeck
- Vokalgruppe: Four Freshmen
- Altsaxophon: Paul Desmond
- Tenorsaxophon: Stan Getz
- Baritonsaxophon: Gerry Mulligan
- Trompete: Miles Davis
- Posaune: J. J. Johnson
- Klarinette: Buddy DeFranco
- Schlagzeug: Max Roach
- Vibraphon: Milt Jackson
- Bass: Ray Brown
- Gitarre: Johnny Smith
- Klavier: Erroll Garner
- Sonstiges Instrument: Don Elliott, Mellophon
- Akkordeon: Art Van Damme
- Arrangeur: Pete Rugolo
- Männlicher Vokalkünstler (ohne Band): Frank Sinatra
- Weibliche Vokalkünstlerin (ohne Band): Ella Fitzgerald
- Männlicher Vokalkünstler (mit Band): Joe Williams
- Weiblicher Vokalkünstlerin (mit Band): Ann Richards

## 1956
Kritiker-Poll:
- Big Band: Count Basie
- Akustische Band: Modern Jazz Quartet
- Altsaxophon: Benny Carter
- Tenorsaxophon: Lester Young
- Baritonsaxophon: Harry Carney
- Trompete: Dizzy Gillespie
- Posaune: J. J. Johnson
- Klarinette: Benny Goodman
- Schlagzeug: Jo Jones
- Vibraphon: Milt Jackson
- Bass: Oscar Pettiford
- Gitarre: Tal Farlow
- Klavier: Art Tatum
- Männlicher Vokalkünstler: Louis Armstrong
- Weibliche Vokalkünstlerin: Ella Fitzgerald

Leser-Poll:
- Hall of Fame: Duke Ellington
- Persönlichkeiten des Jahres, Populäre Musik: Frank Sinatra
- Persönlichkeiten des Jahres, Jazz: Count Basie
- Persönlichkeiten des Jahres, Rhythm & Blues: Fats Domino
- Tanzband: Les Brown
- Jazz Band: Count Basie
- Combo-Instrumental: Modern Jazz Quartet
- Vokalgruppe: Four Freshmen
- Altsaxophon: Paul Desmond
- Tenorsaxophon: Stan Getz
- Baritonsaxophon: Gerry Mulligan
- Trompete: Dizzy Gillespie
- Posaune: J. J. Johnson
- Klarinette: Tony Scott
- Flöte: Bud Shank
- Schlagzeug: Shelly Manne
- Vibraphon: Milt Jackson
- Bass: Ray Brown
- Gitarre: Barney Kessel
- Klavier: Erroll Garner
- Sonstiges Instrument: Don Elliott, Mellophon
- Akkordeon: Art Van Damme
- Arrangeur: Pete Rugolo
- Komponist: John Lewis
- Männlicher Vokalkünstler (ohne Band): Frank Sinatra
- Weibliche Vokalkünstlerin (ohne Band): Ella Fitzgerald
- Männlicher Vokalkünstler (mit Band): Joe Williams
- Weiblicher Vokalkünstlerin (mit Band): Jo Ann Greer

## 1957
Kritiker-Poll:
- Big Band: Count Basie
- Akustische Band: Modern Jazz Quartet
- Altsaxophon: Lee Konitz
- Tenorsaxophon: Stan Getz
- Baritonsaxophon: Gerry Mulligan
- Trompete: Dizzy Gillespie
- Posaune: J. J. Johnson
- Klarinette: Tony Scott
- Schlagzeug: Max Roach
- Vibraphon: Milt Jackson
- Bass: Oscar Pettiford
- Gitarre: Tal Farlow
- Klavier: Erroll Garner
- Männlicher Vokalkünstler: Frank Sinatra
- Weibliche Vokalkünstlerin: Ella Fitzgerald

Leser-Poll:
- Hall of Fame: Benny Goodman
- Persönlichkeiten des Jahres, Populäre Musik: Frank Sinatra
- Persönlichkeiten des Jahres, Jazz: Duke Ellington
- Persönlichkeiten des Jahres, Rhythm & Blues: Fats Domino
- Tanzband: Les Brown
- Jazz Band: Count Basie
- Combo-Instrumental: Modern Jazz Quartet
- Vokalgruppe: The Hi-Lo’s
- Altsaxophon: Paul Desmond
- Tenorsaxophon: Stan Getz
- Baritonsaxophon: Gerry Mulligan
- Trompete: Miles Davis
- Posaune: J. J. Johnson
- Klarinette: Jimmy Giuffre
- Flöte: Herbie Mann
- Schlagzeug: Shelly Manne
- Vibraphon: Milt Jackson
- Bass: Ray Brown
- Gitarre: Barney Kessel
- Klavier: Erroll Garner
- Sonstiges Instrument: Don Elliott, Mellophon
- Akkordeon: Art Van Damme
- Komponist: Duke Ellington
- Männlicher Vokalkünstler: Frank Sinatra
- Weibliche Vokalkünstlerin: Ella Fitzgerald

## 1958
Kritiker-Poll:
- Big Band: Duke Ellington
- Jazz Gruppe: Modern Jazz Quartet
- Altsaxophon: Lee Konitz
- Tenorsaxophon: Stan Getz
- Baritonsaxophon: Gerry Mulligan
- Trompete: Miles Davis
- Posaune: J. J. Johnson
- Klarinette: Tony Scott
- Gitarre: Freddie Green
- Bass, akustisch: Ray Brown
- Schlagzeug: Max Roach
- Vibraphon: Milt Jackson
- Klavier: Thelonious Monk
- Männlicher Vokalkünstler: Jimmy Rushing
- Weibliche Vokalkünstlerin: Ella Fitzgerald

Leser-Poll:
- Hall of Fame: Count Basie
- Persönlichkeiten des Jahres, Populäre Musik: Frank Sinatra
- Persönlichkeiten des Jahres, Jazz: Miles Davis
- Persönlichkeiten des Jahres, Rhythm & Blues: Ray Charles
- Tanzband: Les Brown
- Jazz Band: Count Basie
- Combo-Instrumental: Modern Jazz Quartet
- Vokalgruppe: Four Freshmen
- Altsaxophon: Paul Desmond
- Tenorsaxophon: Stan Getz
- Baritonsaxophon: Gerry Mulligan
- Trompete: Miles Davis
- Posaune: J. J. Johnson
- Klarinette: Tony Scott
- Flöte: Herbie Mann
- Schlagzeug: Shelly Manne
- Vibraphon: Milt Jackson
- Bass: Ray Brown
- Gitarre: Barney Kessel
- Klavier: Oscar Peterson
- Sonstiges Instrument: Don Elliott, Mellophon
- Akkordeon: Art Van Damme
- Komponist: Duke Ellington
- Männlicher Vokalkünstler: Frank Sinatra
- Weibliche Vokalkünstlerin: Ella Fitzgerald

## 1959
Kritiker-Poll:
- Big Band: Duke Ellington
- Jazz Gruppe: Modern Jazz Quartet
- Altsaxophon: Johnny Hodges
- Tenorsaxophon: Coleman Hawkins
- Baritonsaxophon: Harry Carney
- Trompete: Miles Davis
- Posaune: J. J. Johnson
- Klarinette: Tony Scott
- Gitarre: Barney Kessel
- Bass, akustisch: Ray Brown
- Schlagzeug: Max Roach
- Vibraphon: Milt Jackson
- Klavier: Thelonious Monk
- Sonstige Instrumente: Frank Wess (Flöte)
- Arrangeur: Duke Ellington
- Komponist: Duke Ellington
- Männlicher Vokalkünstler: Jimmy Rushing
- Weibliche Vokalkünstlerin: Ella Fitzgerald

Leser-Poll:
- Hall of Fame: Lester Young
- Persönlichkeiten des Jahres, Populäre Musik: Frank Sinatra
- Persönlichkeiten des Jahres, Jazz: Miles Davis
- Persönlichkeiten des Jahres, Rhythm & Blues: Ray Charles
- Tanzband: Les Brown
- Jazz Band: Count Basie
- Combo-Instrumental: Dave Brubeck Quartet
- Vokalgruppe: Lambert, Hendricks & Ross
- Altsaxophon: Paul Desmond
- Tenorsaxophon: Stan Getz
- Baritonsaxophon: Gerry Mulligan
- Trompete: Miles Davis
- Posaune: J. J. Johnson
- Klarinette: Tony Scott
- Flöte: Herbie Mann
- Schlagzeug: Shelly Manne
- Vibraphon: Milt Jackson
- Bass: Ray Brown
- Gitarre: Barney Kessel
- Klavier: Oscar Peterson
- Sonstiges Instrument: Don Elliott, Mellophon
- Akkordeon: Art Van Damme
- Komponist: Gil Evans
- Männlicher Vokalkünstler: Frank Sinatra
- Weibliche Vokalkünstlerin: Ella Fitzgerald